# Zelz-Bahren
Zelz-Bahren (in der Anfangszeit auch als Bahren-Zelz bezeichnet) war eine Gemeinde, die vom 1. Januar 1946 bis zum 1. Mai 1973 existierte. Ihr Gebiet liegt heute auf dem Gebiet der Gemeinde Neiße-Malxetal im Landkreis Spree-Neiße in Brandenburg.

## Geschichte
Nachdem durch das Ende des Zweiten Weltkrieges das Ortszentrum der auf beiden Seiten der Lausitzer Neiße gelegenen Gemeinde Zelz an Polen fiel, fusionierte der auf der deutschen Seite gelegene Teil durch den Beschluß des Präsidiums der Provinzialverwaltung Mark Brandenburg über die Auflösung des Restkreises Sorau und Änderung der Grenzen der Landkreise Cottbus und Spremberg sowie des Stadtkreises Forst vom 20. Juni 1946 rückwirkend zum 1. Januar 1946 mit der Nachbargemeinde Bahren zu der neuen Gemeinde Zelz-Bahren. Im Gründungsjahr hatte die Gemeinde 98 Einwohner. Zunächst gehörte Zelz-Bahren noch zum übergangsweise bestehenden Landkreis Sorau (Lausitz) in der Sowjetischen Besatzungszone, nach dessen endgültiger Auflösung am 1. April 1946 kam die Gemeinde in den Landkreis Spremberg (Lausitz).
Seit der DDR-Kreisreform im Juli 1952 gehörte die Gemeinde zum Kreis Forst im Bezirk Cottbus. Am 1. Mai 1973 wurde Zelz-Bahren nach Jerischke eingemeindet, das Doppeldorf aufgelöst und die beiden Dörfer nicht mehr als Ortsteile genannt. Vor der Auflösung hatte Zelz-Bahren 83 Einwohner. Nach der Wiedervereinigung lag Zelz-Bahren erst im Landkreis Forst und kam 1993 zum neu gegründeten Landkreis Spree-Neiße. Am 31. Dezember 2001 fusionierte Jerischke mit vier weiteren Gemeinden zu der neuen Gemeinde Neiße-Malxetal. Gleichzeitig wurden Bahren und Zelz eigenständige bewohnte Gemeindeteile im Ortsteil Jerischke.